# 1-Methylnaphthalin
1-Methylnaphthalin ist ein bicyclischer, einfach alkylierter Kohlenwasserstoff, aufgebaut aus elf Kohlenstoff-Atomen und zehn Wasserstoff-Atomen, der zu den Aromaten zählt.

## Eigenschaften
Reines 1-Methylnaphthalin ist eine farblose, blau fluoreszierende Flüssigkeit mit aromatischem Geruch. Sie kommt im Steinkohlenteer vor. Die Zündtemperatur liegt bei 485 °C.

## Verwendung
1-Methylnaphthalin dient in Kombination mit n-Hexadecan als Referenzsubstanz zur Bestimmung der Zündwilligkeit von Dieselkraftstoffen. Definitionsgemäß besitzt es die Cetanzahl 0. Weiterhin wird er als Färbereihilfsmittel, Lösemittel, Dielektrikum und Wärmeübertragungsöl verwendet.